# Хета (Грузия)
Хета (груз. ხეთა) — село в Грузии, на территории Хобского муниципалитета края (мхаре) Самегрело-Верхняя Сванетия.

## География
Село находится в западной части Грузии, у подножия горы Урта, на расстоянии приблизительно 3 километров (по прямой) к северо-западу от города Хоби, административного центра муниципалитета. Абсолютная высота — 82 метра над уровнем моря.

## Население
По результатам официальной переписи населения 2014 года, в Хете проживало 364 человека (176 мужчин и 188 женщин). В национальной структуре населения грузины составляли 99,7 %, русские — 0,3 %.
| Год  | Население, человек |
| ---- | ------------------ |
| 2002 | 851                |
| 2014 | ↘ 364              |